# Orthosia erythrolita
Orthosia erythrolita là một loài bướm đêm trong họ Noctuidae.